# STS-55
STS-55 est la quatorzième mission de la navette spatiale Columbia.

## Équipage
- Commandant : Steven R. Nagel (4)  États-Unis
- Pilote : Terence T. Henricks (2)  États-Unis
- Spécialiste de mission : Jerry L. Ross (4)  États-Unis
- Spécialiste de mission : Charles J. Precourt (1)  États-Unis
- Spécialiste de mission : Bernard A. Harris Jr. (1)  États-Unis
- Spécialiste de la charge utile : Ulrich Walter (1)  Allemagne du DLR
- Spécialiste de la charge utile : Hans Schlegel  (1)  Allemagne du DLR

Le chiffre entre parenthèses indique le nombre de vols spatiaux effectués par l'astronaute au moment de la mission.

## Paramètres de la mission
- Masse :
  - Navette à vide : 103 191 kg
  - Chargement : 11 539 kg
- Périgée : 304 km
- Apogée : 312 km
- Inclinaison : 28,5°
- Période : 90,7 min

## Objectifs
Mission Spacelab qui fut financée par l'Allemagne : ce fut la 2e Spacelab.